# Donald Tardy
Pour les articles homonymes, voir Tardy.
Donald Tardy, né le 28 janvier 1970 en Floride est le batteur du groupe de death metal Obituary.
Il est le frère de John Tardy, qui est le chanteur du groupe. Donald joue aussi de la guitare électrique ainsi que de la basse, notamment pour son autre groupe "Tardy Brothers".
Il a aussi joué avec Andrew W.K. et Meathook Seed.